# Луї Беркгоф
Луї Беркгоф (13 жовтня 1873 - 18 травня 1957) - американо-голландський реформатський богослов, праці якого щодо систематичного богослов'я мали вплив у семінаріях та біблійних коледжах США, Канади, Кореї та на загалом окремих християн протягом 20-го сторіччя.

## Особисте життя
Беркгоф народився в 1873 році в Еммені, Нідерланди, і переїхав у 1882 році з родиною до Гранд-Рапідс (Мічиган). Приблизно в той час, коли він закінчив семінарію, одружився з Рекою Дійкхуїс. У них було четверо дітей до її смерті в 1928 році. Потім він одружився з Деною Хейнс-Джолдерсма, яка мала двох доньок.

## Освіта та кар’єра
Беркхоф вступив до Духовної Школи Християнської реформатської церкви в Гранд- Рапідс у віці 19 років, в якій до навчального плану входив 4-річний літературний курс (продовжений у Кальвінський коледж) і 3-річний богословський курс (продовжений у Кальвінській духовній семінарії). У цей період він навчився під керівництвом Хендеріка Бюкера, який познайомив його з творами Абрахама Кайпера та Германа Бавінка. У 1900 році він закінчив семінарію в Гранд-Рапідсі, після чого був призначений пастором Першої християнської реформатської церкви в містечку Аллендейл-Чартер Тауншип, штат Мічиган.
Через два роки (1902) він відвідує Принстонську богословську семінарію, де за два роки здобув ступінь бакалавра богослов'я. Під час перебування в Принстоні він навчався у Б. Б. Ворфілда та Герхардуса Воса. Згодом Беркгоф повернувся до Гранд-Рапідса, щоб служити два роки церкві Окдейл-Парк.
У 1906 році він вступив на факультет Кальвінської богословської семінарії і викладав там майже чотири десятиріччя. Перші 20 років він викладав біблійні дослідження, поки в 1926 році не перейшов на факультет систематичного богослов'я. Він став президентом семінарії в 1931 році і пробув на цій посаді до виходу на пенсію в 1944 році.

## Публікації
За свою кар’єру Беркгоф написав двадцять дві книги. Основними його роботами є його Систематичне богослов'я (1932, переглянуте 1938), яке було доповнене Вступним томом до Систематичного богослов'я (1932, який включено до видання Еердмана "Систематичне богослов'я" 1996 року) та окремим томом під назвою Історія християнських вчень (1937). Він написав більш стислий варіант своєї Систематичного богослов'я для учнів середніх шкіл та студентів коледжів під назвою «Посібник християнської доктрини», а пізніше написав ще більш стислий Зміст християнської доктрини. Він також читав Кам'яні лекції в Принстонській богословській семінарії в 1921 році. Вони були опубліковані як Царство Боже. На додаток до цього, він працював над багатьма статтями для Християнської реформатської церкви, а також над збірками проповідей.

## Спадщина
Беркгоф не був відомий тим, що був оригінальним чи спекулятивним, але тим, що дуже добре впорядковував та пояснював основні богословські думки, що слідували традиціям Жана Кальвіна, Абрахама Кайпера та Германа Бавінка. Богослов Вейн Грудем назвав Систематичне богослов'я Беркгофа "великою скарбницею інформації та аналізу [...], ймовірно, найкориснішим однотомним систематичним богослов'ям, доступним з будь-якої богословської точки зору". Твори Беркгофа продовжують служити систематичними викладами реформатського богослов'я. Вони організовані для використання в семінаріях та релігійній освіті, а також для особистої довідки, хоча його систематичні роботи вимагають читання.
Одним з видатних учнів Беркхофа є Корнілій Ван Тіл, думки якого стають головним положенням традиції Вестмінстерської богословської семінарії з точки зору апологетики та епістемології.